# 美國陸軍第1醫療旅
第1醫療旅（英語：1st Medical Brigade）是美國陸軍的醫療部隊，駐紮在胡德堡，為基地社區提供醫療保健服務，並在戰爭時支援作戰。